# أحمد دينو
أحمد دينو (بالألبانية: Ahmed Dino‏) هو سياسي ألباني (وحمل سابقاً جنسية الدولة العثمانية)، ولد في 1785، وتوفي في 1849.